# De tre små grise (film)
 For alternative betydninger, se De tre små grise (flertydig). (Se også artikler, som begynder med De tre små grise)
De tre små grise (originaltitel Three Little Pigs') er en animeret kortfilm, der blev udgivet i USA 27. maj 1933 af United Artists. Filmen er produceret af Walt Disney og instrueret af Burt Gillett.
Filmen er baseret på fablen De tre små grise. Den er en del af Silly Symphonies og vandt en Oscar for bedste korte animationsfilm i 1934.
Filmen kostede 22.000 dollars og havde en indtjening på 250.000 dollars.
I 2007 blev filmen valgt til bevarelse i National Film Registry af Library of Congress som værende "kulturelt, historisk eller æstetisk signifikant".